# Hippolyte Guérin
Hippolyte-Louis Guérin de Litteau, né le 5 mai 1797 à Litteau, Calvados et mort le 19 décembre 1861 est un poète français.

## Biographie
Issu d'une famille établie depuis le XVIIe siècle en Normandie et descendant d'un capitaine des bourgeois de la Ville de Bayeux, il naît au château de Litteau. Il est le fils du propriétaire et directeur de plusieurs établissements métallurgiques, gérant lui-même les affaires des hauts fourneaux de Montluçon dont il est l'un des fondateurs. Son activité l'amène à résider une vingtaine d'années dans le Nivernais, à Decize, où il trouve de nombreuses sources d'inspiration. 
À partir de 1843, toujours pour affaires, Hippolyte Guérin de Litteau rejoint Paris. 
Littérateur reconnu et apprécié des musiciens, ses poésies servent d'inspiration à de nombreux compositeurs sous le second Empire et la troisième République.
Il est inhumé au cimetière du Père-Lachaise (58e division). Sa fille épouse le sculpteur Eugène-Louis Lequesne.
Son souvenir est conservé par les propriétaires du château de Litteau, berceau de la famille, et par la descendance Guérin, au château de Salornay à Hurigny (Saône-et-Loire).

## Publications
- Niverniennes, 1842
- Le Voyage à Decize, 1842
- Mélodies, Auguste Fontaine (Paris), 1856
- Légendes, Librairie centrale (Paris), 1863